# Uwe Bohm
Uwe Bohm, nato Uwe Enkelmann (Wilhelmsburg, 23 gennaio 1962 – 8 aprile 2022), è stato un attore tedesco.

## Filmografia parziale

### Cinema
- Nordsee ist Mordsee, regia di Hark Bohm (1976)
- Moritz, lieber Moritz, regia di Hark Bohm (1978)
- Die Heartbreakers, regia di Peter F. Bringmann (1983)
- No Time for Tears: The Bachmeier Case (Der Fall Bachmeier - Keine Zeit für Tränen), regia di Hark Bohm (1984)
- Yasemin, regia di Hark Bohm (1988)
- Oltre il confine la libertà (Herzlich willkommen), regia di Hark Bohm (1990)
- L'uomo della porta accanto (Der Mann nebenan), regia di Petra Haffter (1991)
- Herz, regia di Horst Johann Sczerba (2001)
- Vaya con Dios, regia di Zoltan Spirandelli (2002)
- Ferien, regia di Thomas Arslan (2007)
- Deutschland 09 - 13 kurze Filme zur Lage der Nation, registi vari (2009)
- Im Schatten, regia di Thomas Arslan (2010)
- Il mio miglior nemico (Mein bester Feind), regia di Wolfgang Murnberger (2011)
- Gold, regia di Thomas Arslan (2013)
- L'uomo perfetto (Der fast perfekte Mann), regia di Vanessa Jopp (2013)
- Freistatt, regia di Marc Brummund (2015)
- Tschick, regia di Fatih Akın (2016)
- Effigie - Das Gift und die Stadt, regia di Udo Flohr (2019)

### Televisione
- Attenti a quei tre (Die Drei) - serie TV, 27 episodi (1996-1997)
- 36 ore di paura (36 Stunden Angst) - film TV (1998)
- Clonato per uccidere (Mörderischer Doppelgänger - Mich gibt's zweimal) - film TV (2000)
- Magia e amore (Eine verflixte Begegnung im Mondschein) - film TV (2004)
- Mörderisches Wespennest - film TV (2011)
- IK1 - Turisti in pericolo (K1 - Touristen in Gefahr) - film TV (2011)
- Der Dicke - serie TV, 11 episodi (2009-2012)
- Der Fall Jakob von Metzler - film TV (2012)
- Squadra Speciale Cobra 11 (Alarm für Cobra 11 - Die Autobahnpolizei) - serie TV, 3 episodi (1998-2014)
- Tatort - serie TV, 9 episodi (1984-2015)
- Die Akte General - film TV (2016)
- Die Kanzlei - serie TV, 8 episodi (2015-2017)